# Scarecrow and Mrs. King
Scarecrow and Mrs. King was een Amerikaanse avonturenserie, bestaande uit 88 afleveringen van een uur, verdeeld over vier seizoenen. Op 3 oktober 1983 was de serie in Amerika voor het eerst te zien. De laatste aflevering werd op 28 mei 1987 uitgezonden. In 1986 won de serie een Emmy, en werd daarnaast ook twee keer genomineerd voor de prestigieuze prijs. Ook werd de serie genomineerd voor een Golden Globe.
De hoofdrollen werden vertolkt door Kate Jackson, Bruce Boxleitner, Mel Stewart, Martha Smith en Beverly Garland. In gastrollen verschenen onder meer Daniel McVicar, Jean Stapleton, Dan Lauria, James Cromwell en Daniel Davis. De serie werd oorspronkelijk uitgezonden door CBS.
Amanda King (Kate Jackson) is een gescheiden vrouw met twee kinderen. Op een dag ontmoet ze geheim agent Lee Stetson (codenaam: Scarecrow, gespeeld door Bruce Boxleitner). Stetson is op dat moment op de vlucht voor vijandige geheim agenten. Hij overhandigt haar een pakketje en vraagt haar om hulp. Later spoort Stetson haar weer op om het pakketje weer terug te nemen. Nadat alles over is, vraagt Stetson's baas, Billy Melrose (Mel Stewart) of ze deel wil gaan uitmaken van de organisatie. Later in de serie bloeit er een relatie op tussen Lee en Amanda.
Tijdens het vierde seizoen werd de rol van Kate Jackson drastisch kleiner. Dit had te maken met de borstkanker waar Jackson op dat moment aan leed. Haar ziekte was een van de hoofdredenen waarom de serie uiteindelijk geen vijfde seizoen kreeg.